# Coritiba Foot Ball Club
Coritiba Foot Ball Club je brazilski nogometni klub iz mesta Curitiba. Ustanovljen je bil leta 1909.

## Naslovi
- FIFA Record World of Consecutives Wins (1)

2011
- Brazilska liga - A (1)

1985
- Brazilska liga - B (2)

2007, 2010
- Paraná Liga (36)

1916, 1927, 1931, 1933, 1935, 1939, 1941, 1942, 1946, 1947, 1951, 1952, 1954, 1956, 1957, 1959, 1960, 1968, 1969, 1971, 1972, 1973, 1974, 1975, 1976, 1978, 1979, 1986, 1989, 1999, 2003, 2004, 2008, 2010, 2011, 2012